# أوغوستوس ماتيسن
أوغوستوس ماتيسن (بالإنجليزية: Augustus Matthiessen)‏ هو كيميائي وفيزيائي بريطاني عاش بين 2 يناير 1831 و6 أكتوبر 1870.

## حياته
درس ماتيسن الكيمياء في جامعة غيسن وحصل على شهادة الدكتوراة عام 1852، ثم انتقل إلى جامعة هايدلبرغ بين عامي 1853 و 1856، حيث عمل مع كل من روبرت بنسن وغوستاف روبرت كيرشهوف. تمكن ماتيسن أثناء ذلك من فصل فلزات الليثيوم والكالسيوم والسترونتيوم من تطبيق تقنية التحليل الكهربائي على محاليل هذه الأملاح. نشر ماتيسن أبحاثه في عدة منشورات علمية من بينها الدورية العلمية الألمانية Annalen der Chemie und Pharmacie.
عاد ماتيسن إلى لندن عام 1859 حيث عمل في الكلية الملكية للكيمياء. كاننت أبحاثه حول الناقلية الكهربائية للفلزات.
عيّن بروفيسوراً للكيمياء عام 1862 في مشفى سانت ماري في إنكلترا. في عام 1869 حاز ماتيسن على القلادة الملكية من الجمعية الملكية.
مات أوغوستوس ماتيسن متتحراً بسم عام 1870.

## أعماله
- Augustus Matthiessen, "On the electric conducting power of the metals", Philosophical Transactions of the Royal Society of London, vol. 148 (1858), pp. 383–387.
- Augustus Matthiessen and Carol Vogt, "On the influence of temperature on the electric conductive-power of thallium and iron", Philosophical Transactions of the Royal Society of London, vol. 153 (1863), pp. 369–383.
- Augustus Matthiessen and Carol Vogt, "On the influence of temperature on the electric conductive-power of alloys", Philosophical Transactions of the Royal Society of London, vol. 154 (1864), pp. 167–200.
- A. Matthiessen and G.C. Foster, "Researches into the chemical constitution of narcotine and its products of decomposition Part I", Philosophical Transactions of the Royal Society of London, vol. 153 (1863), pp. 345–367.
- A. Matthiessen and G.C. Foster, "Researches into the chemical constitution of narcotine and its products of decomposition Part II", Philosophical Transactions of the Royal Society of London, vol. 157 (1867), pp. 657–667.
- Augustus Matthiessen, "Researches into the chemical constitution of narcotine and its products of decomposition Part III", Philosophical Transactions of the Royal Society of London, vol. 159 (1869), pp. 661–665.
- Augustus Matthiessen and C.R.A. Wright, "Researches into the chemical constitution of narcotine and its products of decomposition Part IV", Philosophical Transactions of the Royal Society of London, vol. 159 (1869), pp. 667–678.
- Rudolf de Bruyn Ouboter, "Heike Kamerlingh Onnes's discovery of superconductivity", Scientific American, March 1997, pp. 98–103. (A figure mentioning Matthiessen's 1864 paper appears on page 102.)